# Helcystogramma abortiva
Helcystogramma abortiva är en fjärilsart som beskrevs av Walsingham 1911. Helcystogramma abortiva ingår i släktet Helcystogramma och familjen stävmalar. Inga underarter finns listade i Catalogue of Life.